# يواكيم مطران
الأب يواكيم مطران (1715 - 1766)هو يوسف ابن موسى طران و فيلسوف و راهب قانوني باسيلي رومي ملكي. عاش في لبنان في الفترة العثمانية و تنقل بين خنشارة في لبنان و حلب و عكا. له الكثير من المؤلفات معروف بالعالم الخطير والواعظ الشهير لأنّ هناك في الرهبانيّة يواكيم مطران آخر من مواليد1797

## حياته
ولد سنة 1715 لعائلة منحدرة من مدينة بعلبك، ، دخل الرهبانيّة الحنّاوية وأصبح فيها راهبًا ثمّ كاهنًا. وتوفّي بمدينة عكا سنة 1766. بعد أن قدم العديد من المؤلّفات. لبس ثوب الابتداء في دير القدّيس يوحنّا بالخنشارة في 17 حزيران سنة 1731، ودُعي يواكيم، وأبرز نذوره في الدير المذكور في 22 حزيران سنة 1733، هذا هو الخوري يواكيم مطران المعروف بالعالم الخطير والواعظ الشهير لأنّ هناك في الرهبانيّة يواكيم مطران آخر (مواليد1797). خدم في حلب مدة أربع سنوات من (1753-1756)، ثم عاد إلى دير مار يوحنّا في الخنشارة. أصبح مدبّرًا (1753-1757). سافر سنة 1765 مع البطريرك إلى عكا .

## مؤلفاته
ألّف يواكيم مطران سنة 1754 كتابًا في المنطق، ما لبث أن اختصره سنة 1766 ودعاه إيساغوجي. ولقد فرضه مجمع عين تراز المنعقد في 13 كانون الأوّل سنة 1811 ككتاب مدرسيّ وجامعيّ، لذا نجد منه العديد من النسخ في المكاتب في الشرق.
وله مؤلّفات عديدة وفي مجالات مختلفة وقد طُبع البعض منها:
- الرعائيّة
  -  : منارة الأقداس في تفسير القدّاس (382-383-384-385-386) 1751، طُبع في المطبعة الأدبيّة سنة 1888.
  - كتاب الغصن الوريف في معنى التقديس الشريف (289-290-291-292-293)، طُبع سنة 1753 في حلب حيث ألّفه، وهو مقتطفات من الكتاب السابق ويتضمّن مقدمة وتسعة عشر فصلاً وخاتمة، مع ملحق يحتوي على اعتبارات خشوعيّة طُبعت في كتاب «الصلوات الخشوعيّة».
  - رسالة في الحض على الصالحات ونهي عن المنكرات.
  - رسالة مختصرة في الصلاة العقليّة.
  - رسالة في الوحدة التي يجب أن تسود مختلف أعضاء الرهبانيّة .
- الجدليّة:
  - كتاب في الخمسة حقائق (844-845-846-847).
  - قدح زناد فكريّ في دحض دلالات ابن المكري (848-849-850)، وهو رسالة جدليّة يثبت فيها العذابات الجهنميّة والعقوبات المطهريّة والسعادة السماويّة. فرغ من وضعه في 5 شباط سنة 1759، في عكّا على طلب أحد الكاثوليكيّين.
  - صحيفة المحو لصفحة ابن النحو .
  - المحاورة الجدليّة .
  - البرهان على انبثاق الروح القدس (851).
- العظات:
  - مواعظ على أناجيل الآحاد وأعياد السنة.
  - مجموع على آلام السيد المسيح (512-513-514-515-516-جزئي 518)
- الفلسفيّة:
  - الإيضاحات النطقيّة في شرح الأصول المنطقيّة (745-746-747).
  - الصحيفة العبقريّة في الأصول المنطقيّة .
  - إيساغوجي (748-749-750-751-752-753-754-755).
  - الكمال المرتقى في علم المنطقي (كتاب التكميل في علم المنطق الجليل) (742-743-744).
- المنقولة:
  - تأملات روحيّة للأب فروماج .
  - كتاب التعبّد لقلب يسوع لاسطفان القبرصيّ.إعداد مكاريوس جبّور وغادة كمال خوري

## وفاته
توفّي بمدينة عكّا في سنة 1766،وكان مدبّرًا، فأُقيم عوضه الأب إيرونيموس كرامة الحمصيّ، لأنّ المذكور كان قد حضر من حلب بعد أن مكث بها سنتَين ونصف، وحضر معه الأب إيلاريون

## اقرأ أيضا
- حنانيا المنير
- لويس شيخو
- نقولا الترك
- أحمد باشا الجزار